# Ctenotus hilli
Ctenotus hilli (топ-ендський гребневухий сцинк) — вид сцинкоподібних ящірок родини сцинкових (Scincidae). Ендемік Австралії.

## Поширення і екологія
Топ-ендські гребневухі сцинки мешкають в регіоні Топ-Енд на Північній Території, зокрема в околицях міста Кетрін та на сусідніх островах. Вони живуть в мусонних рідколіссях та на порослих рослинністю прибережних дюнах.